# Parc national de Khangchendzonga
Pour les articles homonymes, voir Kanchenjunga (homonymie).
Le parc national de Khangchendzonga est un parc national situé dans l'État du Sikkim en Inde. Son point le plus élevé est le mont Kangchenjunga (8585 m).
Il a été inscrit en 2016 au patrimoine mondial de l'humanité et au titre de réserve de biosphère en 2018 par l'Unesco.